# Guéret
Guéret este un oraș în Franța, prefectura departamentului Creuse în regiunea Aquitania-Limousin-Poitou-Charentes.
1. ↑  répertoire géographique des communes, accesat în 26 octombrie 2015
2. ↑  dataset of postal codes in France, 1 octombrie 2018